# Rufino Niccacci
Rufino Salvatore Niccacci OFM (ur. 19 marca 1911 w Derucie, zm. 16 października 1976 tamże) − włoski franciszkanin, działacz społeczny, Sprawiedliwy wśród Narodów Świata.

## Życiorys
Należał do umbryjskiej prowincji Zakonu Braci Mniejszych. W czasie II wojny światowej był gwardianem klasztoru San Damiano w Asyżu. Współpracując z miejscowym biskupem Giuseppe Placido Nicolinim oraz ks. Aldo Brunacci organizował pomoc dla uchodźców z terenów objętych działaniami wojennymi oraz ukrywających się Żydów. W zarządzanym przez siebie klasztorze ukrywał Żydów, oferując im przebranie w habit franciszkański. Wraz z asyskim drukarzem Luigim Brizim przygotowywał fałszywe dokumenty. Dzięki staraniom o. Rufina u wojskowych władz niemieckich Asyż traktowany był jako miasto-szpital, omijały go bombardowania. Podobne starania u aliantów czyniła Stolica Święta. W 1944 o. Niccacci został na krótko aresztowany w związku z podejrzeniem o organizowanie ucieczki ukrywających się Żydów z klasztoru klarysek w San Quirico. W 1974 został odznaczony medalem Sprawiedliwy wśród Narodów Świata. O. Niccacci zmarł na zawał serca w rodzinnej Derucie 16 października 1976.
W 1978 Alexander Ramati wydał powieść Assisi Clandestina, opowiadającą o wojennych losach Asyżu, której jednym z głównych bohaterów jest o. Rufino Niccacci. W 1985 na kanwie książki nakręcono film The Assisi Underground, w którym w rolę Niccacciego wcielił się Ben Cross. W jednym z oficjalnych wystąpień do uratowanych z Holokaustu 11 kwietnia 1983 amerykański prezydent Ronald Reagan w szczególny sposób przypomniał postawę o. Niccacciego. W Derucie uczczono franciszkanina nadając jego imię jednej z ulic. W 2007 Paolo Mirti opublikował powieść La società delle mandorle: Come Assisi salvò i suoi ebrei (pol. Migdałowe społeczeństwo: jak Asyż uratował swoich Żydów).